# Younha
Younha (jap. ユンナ, Yunna; * 29. April 1988 in Seoul, Südkorea) ist eine K-Pop- und J-Pop-Sängerin und Klavierspielerin.

## Leben und Wirken
Sie ist sowohl in Südkorea als auch in Japan erfolgreich. In Japan wird sie häufig mit der Sängerin BoA verglichen, die ebenfalls aus Südkorea stammt und in Japan sehr populär ist. Einige ihrer Lieder wurden in Anime und Fernsehserien verwendet.

## Diskografie

### Studioalben
| Jahr                 | Titel                             | Höchstplatzierung, Gesamtwochen, AuszeichnungChartplatzierungen (Jahr, Titel, Platzierungen, Wochen, Auszeichnungen, Anmerkungen) | Höchstplatzierung, Gesamtwochen, AuszeichnungChartplatzierungen (Jahr, Titel, Platzierungen, Wochen, Auszeichnungen, Anmerkungen) | Anmerkungen                                                        |
| Jahr                 | Titel                             | KR | JP | Anmerkungen                                                        |
| -------------------- | --------------------------------- | --- | --- | ------------------------------------------------------------------ |
| Japanische Alben     |                                   | | |                                                                    |
|                      |                                   | | |                                                                    |
| 2005                 | Go! Younha                        | — | JP13 (6 Wo.)JP | Erstveröffentlichung: 5. Oktober 2005                              |
| 2010                 | Hitotsu Sora no Shita             | — | — | Erstveröffentlichung: 22. September 2010                           |
| 2014                 | People                            | — | — | Erstveröffentlichung: 10. September 2014                           |
| 2015                 | View                              | — | — | Erstveröffentlichung: 9. September 2015                            |
| Südkoreanische Alben |                                   | | |                                                                    |
|                      |                                   | | |                                                                    |
| 2007                 | The Perfect Day To Say I Love You | — | — | Erstveröffentlichung: 15. März 2007                                |
| 2007                 | Comet                             | KR67 (1 Wo.)KR | — | Erstveröffentlichung: 23. Oktober 2007 Chartplatzierungen ab 2010  |
| 2008                 | Someday                           | — | — | Erstveröffentlichung: 28. August 2008                              |
| 2009                 | Peace, Love & Ice Cream           | KR70 (1 Wo.)KR | — | Erstveröffentlichung: 16. April 2009 Chartplatzierungen ab 2010    |
| 2009                 | Growing Season                    | KR3 (10 Wo.)KR | — | Erstveröffentlichung: 11. Dezember 2009 Chartplatzierungen ab 2010 |
| 2012                 | Supersonic                        | KR2 (6 Wo.)KR | — | Erstveröffentlichung: 3. Juli 2012                                 |
| 2017                 | RescuE                            | KR6 (4 Wo.)KR | — | Erstveröffentlichung: 27. Dezember 2017                            |
| 2021                 | End Theory                        | KR15 (4 Wo.)KR | — | Erstveröffentlichung: 16. November 2021                            |
| 2023                 | Mindset                           | KR19 (2 Wo.)KR | — | Erstveröffentlichung: 10. Mai 2023                                 |
| 2024                 | Growth Theory                     | KR19 (5 Wo.)KR | — | Erstveröffentlichung: 1. September 2024                            |

grau schraffiert: keine Chartdaten aus diesem Jahr verfügbar

### Kompilationen
| Jahr             | Titel                     | Höchstplatzierung, Gesamtwochen, AuszeichnungChartplatzierungen (Jahr, Titel, Platzierungen, Wochen, Auszeichnungen, Anmerkungen) | Höchstplatzierung, Gesamtwochen, AuszeichnungChartplatzierungen (Jahr, Titel, Platzierungen, Wochen, Auszeichnungen, Anmerkungen) | Anmerkungen                         |
| Jahr             | Titel                     | KR | JP | Anmerkungen                         |
| ---------------- | ------------------------- | --- | --- | ----------------------------------- |
| Japanische Alben |                           | | |                                     |
|                  |                           | | |                                     |
| 2008             | Songs – Teen’s Collection | — | — | Erstveröffentlichung: 26. März 2008 |

### EPs
| Jahr                 | Titel            | Höchstplatzierung, Gesamtwochen, AuszeichnungChartplatzierungen (Jahr, Titel, Platzierungen, Wochen, Auszeichnungen, Anmerkungen) | Höchstplatzierung, Gesamtwochen, AuszeichnungChartplatzierungen (Jahr, Titel, Platzierungen, Wochen, Auszeichnungen, Anmerkungen) | Anmerkungen                            |
| Jahr                 | Titel            | KR | JP | Anmerkungen                            |
| -------------------- | ---------------- | --- | --- | -------------------------------------- |
| Südkoreanische Alben |                  | | |                                        |
|                      |                  | | |                                        |
| 2010                 | Lost in Love     | KR3 (3 Wo.)KR | — | Erstveröffentlichung: 9. Dezember 2010 |
| 2013                 | Just Listen      | KR5 (7 Wo.)KR | — | Erstveröffentlichung: 2. März 2013     |
| 2013                 | Subsonic         | KR5 (1 Wo.)KR | — | Erstveröffentlichung: 6. Dezember 2013 |
| 2019                 | Stable Mindset   | KR18 (3 Wo.)KR | — | Erstveröffentlichung: 3. Juli 2019     |
| 2020                 | Unstable Mindset | KR12 (4 Wo.)KR | — | Erstveröffentlichung: 6. Januar 2020   |

### Singles
| Jahr                   | Titel Album                                                                                    | Höchstplatzierung, Gesamtwochen, AuszeichnungChartplatzierungen (Jahr, Titel, Album, Platzierungen, Wochen, Auszeichnungen, Anmerkungen) | Höchstplatzierung, Gesamtwochen, AuszeichnungChartplatzierungen (Jahr, Titel, Album, Platzierungen, Wochen, Auszeichnungen, Anmerkungen) | Anmerkungen                                           |
| Jahr                   | Titel Album                                                                                    | KR | JP | Anmerkungen                                           |
| ---------------------- | ---------------------------------------------------------------------------------------------- | --- | --- | ----------------------------------------------------- |
| Japanische Singles     |                                                                                                | | |                                                       |
|                        |                                                                                                | | |                                                       |
| 2004                   | Yubikiri (ゆびきり) Go! Younha                                                                 | — | — | Erstveröffentlichung: 1. September 2004               |
| 2005                   | Hōkiboshi (ほうき星) Go! Younha                                                                | — | JP15 Gold (Digital) · (17 Wo.)JP | Erstveröffentlichung: 1. April 2005                   |
| 2005                   | Motto Futari de (もっとふたりで) Go! Younha                                                    | — | — | Erstveröffentlichung: 13. Juli 2005                   |
| 2005                   | Touch / Yume no Tsuzuki (タッチ/夢の続き) Go! Younha                                           | — | JP14 (9 Wo.)JP | Erstveröffentlichung: 7. September 2005               |
| 2005                   | My Lover (マイ☆ラバ) Go! Younha                                                                | — | — | Erstveröffentlichung: 7. Dezember 2005                |
| 2006                   | Te o Tsunaide (手をつないで) Songs – Teen’s Collection                                         | — | JP50 (3 Wo.)JP | Erstveröffentlichung: 7. Juni 2006                    |
| 2006                   | Ima ga Daisuki (今が大好き) Songs – Teen’s Collection                                          | — | — | Erstveröffentlichung: 6. September 2006               |
| 2007                   | Hakanaku Tsuyoku (儚く強く) Songs – Teen’s Collection                                          | — | JP36 (2 Wo.)JP | Erstveröffentlichung: 17. Januar 2007                 |
| 2009                   | Girl Hitotsu Sora no Shita                                                                     | — | — | Erstveröffentlichung: 22. Juli 2009                   |
| 2009                   | Sukinanda (好きなんだ) Hitotsu Sora no Shita                                                   | — | — | Erstveröffentlichung: 18. November 2009               |
| Südkoreanische Singles |                                                                                                | | |                                                       |
|                        |                                                                                                | | |                                                       |
| 2004                   | Promise (약속) Comet                                                                           | — | — | Erstveröffentlichung: 2004                            |
| 2006                   | Audition (Time2Rock) –                                                                         | — | — | Erstveröffentlichung: 4. Dezember 2006                |
| 2007                   | Password 486 (비밀번호 486) The Perfect Day to Say I Love You                                  | — | — | Erstveröffentlichung: 2007                            |
| 2007                   | Love Condition (연애조건) The Perfect Day to Say I Love You                                    | — | — | Erstveröffentlichung: 2007                            |
| 2007                   | Comet (혜성) Comet                                                                             | — | — | Erstveröffentlichung: 2007                            |
| 2007                   | At First Sight (첫눈에) Comet                                                                  | — | — | Erstveröffentlichung: 2007                            |
| 2008                   | Telepathy (텔레파시) Someday                                                                   | — | — | Erstveröffentlichung: 2008                            |
| 2008                   | Gossip Boy Someday                                                                             | — | — | Erstveröffentlichung: 2008                            |
| 2009                   | 1, 2, 3 (원투쓰리) Peace, Love & Ice Cream                                                     | — | — | Erstveröffentlichung: 2009                            |
| 2009                   | Broke Up Today (오늘 헤어졌어요) Growing Season                                                | KR7 (12 Wo.)KR | — | Erstveröffentlichung: 2009 Chartplatzierungen ab 2010 |
| 2010                   | One Shot Lost in Love                                                                          | KR21 (4 Wo.)KR | — | Erstveröffentlichung: 2010 feat. Juseok               |
| 2010                   | Take Care of My Boyfriend (내 남자친구를 부탁해) Lost in Love                                  | KR10 (7 Wo.)KR | — | Erstveröffentlichung: 2010                            |
| 2011                   | It’s Beautiful –                                                                               | KR31 (2 Wo.)KR | — | Erstveröffentlichung: 2011                            |
| 2012                   | Would We Have Changed? (우린 달라졌을까) Supersonic                                            | KR17 (6 Wo.)KR | — | Erstveröffentlichung: 2012 mit John Park              |
| 2012                   | Run Supersonic                                                                                 | KR25 (2 Wo.)KR | — | Erstveröffentlichung: 2012                            |
| 2013                   | Unacceptable (아니야) Just Listen                                                              | KR3 (6 Wo.)KR | — | Erstveröffentlichung: 2013                            |
| 2013                   | The Real Reason Why We Broke Up (우리가 헤어진 진짜 이유) Just Listen                          | KR10 (10 Wo.)KR | — | Erstveröffentlichung: 2013                            |
| 2013                   | Please Tell Me (괜찮다) Subsonic                                                               | KR9 (6 Wo.)KR | — | Erstveröffentlichung: 2013                            |
| 2013                   | Nothing (없어) Subsonic                                                                        | KR13 (6 Wo.)KR | — | Erstveröffentlichung: 2013                            |
| 2014                   | Umbrella (우산) –                                                                              | KR1 (11 Wo.)KR | — | Erstveröffentlichung: 2014                            |
| 2014                   | Wasted (내 마음이 뭐가 돼) –                                                                   | KR8 (4 Wo.)KR | — | Erstveröffentlichung: 2014                            |
| 2015                   | Thinking About You (널 생각해) –                                                               | KR13 (4 Wo.)KR | — | Erstveröffentlichung: 2015                            |
| 2015                   | Hashtag (허세) –                                                                               | KR29 (2 Wo.)KR | — | Erstveröffentlichung: 2015                            |
| 2016                   | Get It? (알아듣겠지) –                                                                         | KR39 (1 Wo.)KR | — | Erstveröffentlichung: 2016 feat. Ha:tfelt, Cheetah    |
| 2017                   | Take Five –                                                                                    | — | — | Erstveröffentlichung: 2017                            |
| 2017                   | Hello (종이비행기) RescuE                                                                      | KR17 (2 Wo.)KR | — | Erstveröffentlichung: 2017 feat. pH-1                 |
| 2017                   | Parade RescuE                                                                                  | KR59 (1 Wo.)KR | — | Erstveröffentlichung: 2017                            |
| 2018                   | Snail Mail (느린 우체통) –                                                                     | KR85 (1 Wo.)KR | — | Erstveröffentlichung: 2018                            |
| 2019                   | On a Rainy Day (비가 내리는 날에는) Stable Mindset                                             | KR16 (15 Wo.)KR | — | Erstveröffentlichung: 2019                            |
| 2020                   | Dark Cloud (먹구름) Unstable Mindset                                                           | KR23 (4 Wo.)KR | — | Erstveröffentlichung: 2020                            |
| 2021                   | Stardust (별의 조각) End Theory                                                                | KR104 (2 Wo.)KR | — | Erstveröffentlichung: 2021                            |
| 2022                   | Event Horizon (사건의 지평선) End Theory: Final Edition                                        | KR1 Platin (Streaming) · (… Wo.)KR | — | Erstveröffentlichung: 30. März 2022                   |
| 2022                   | Rain Song (비 오는 날 듣기 좋은 노래) –                                                        | KR150 (1 Wo.)KR | — | Erstveröffentlichung: 2022                            |
| 2023                   | Kaze (바람) Mindset                                                                            | KR121 (2 Wo.)KR | — | Erstveröffentlichung: 2023                            |
| 2023                   | Waiting (기다리다) (20th Anniversary Edition) Younha 20th Anniversary Digital Single ’Waiting’ | — | — | Erstveröffentlichung: 2023                            |
| 2024                   | Mangrove Tree (맹그로브) Growth Theory                                                         | KR198 (1 Wo.)KR | — | Erstveröffentlichung: 2024                            |
| 2024                   | Sunfish (태양물고기) Growth Theory                                                             | KR48 (2 Wo.)KR | — | Erstveröffentlichung: 2024                            |

grau schraffiert: keine Chartdaten aus diesem Jahr verfügbar